# Hilge Nordmeier

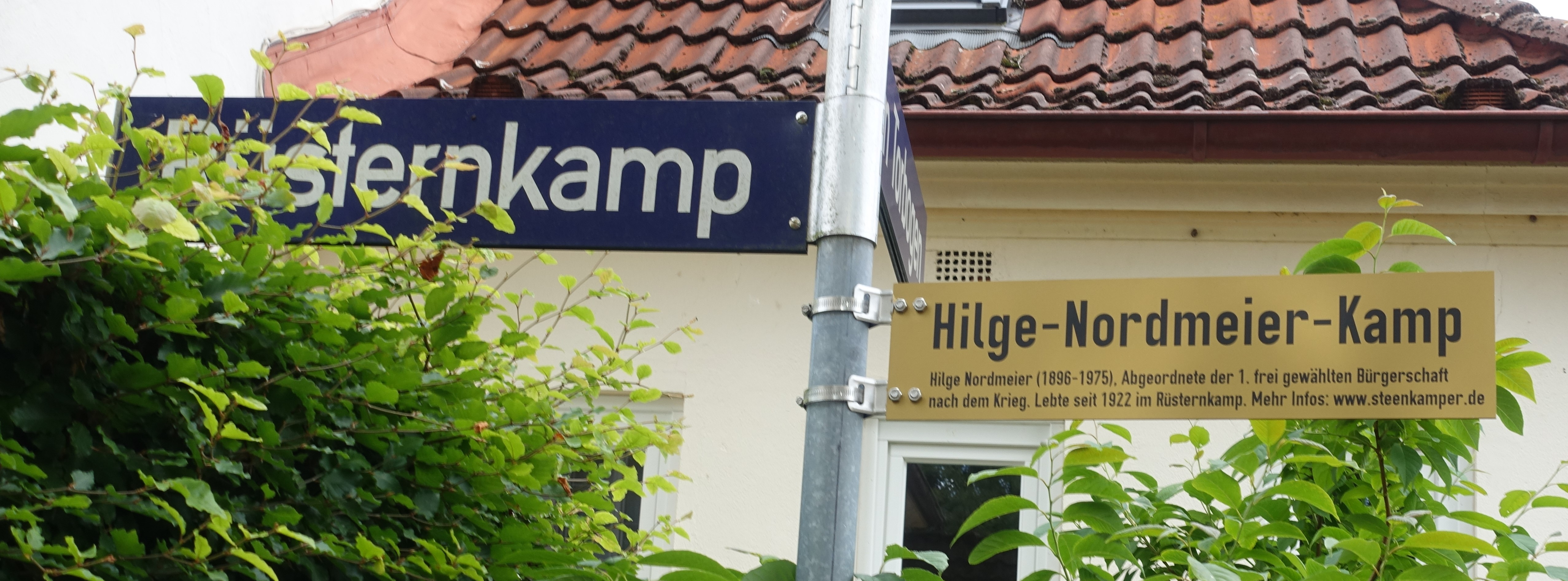
Straßenschild zu Hilge Nordmeier im Rüsternkamp (Steenkampsiedlung)

Hilge Martha Dorette Nordmeier, geb. Stuhr, (* 5. Juli 1896 in Hamburg; † 9. September 1975 ebenda) war eine Politikerin der SPD und Mitglied der Hamburgischen Bürgerschaft.

## Leben

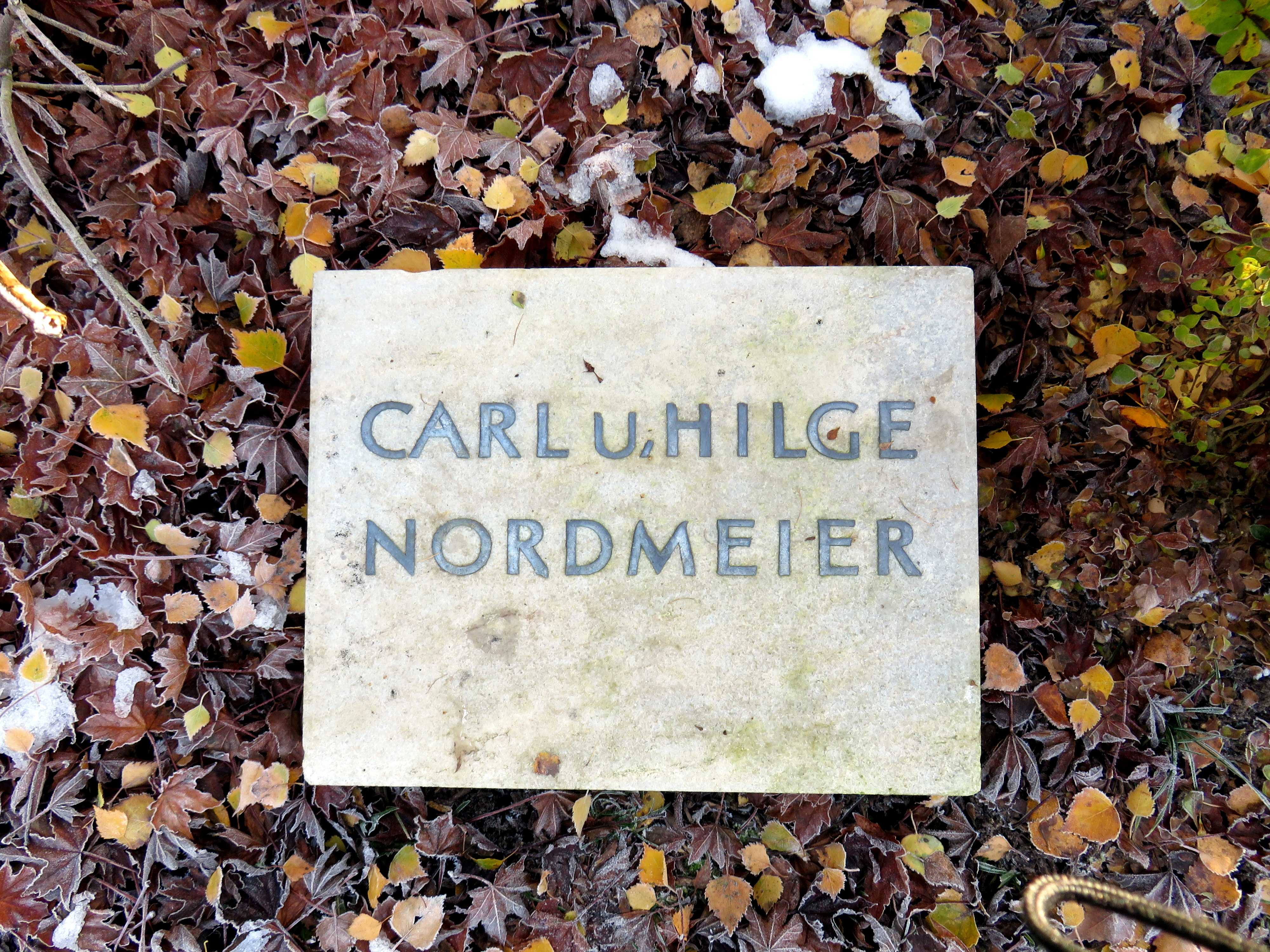
Kissenstein im Garten der Frauen auf dem Friedhof Ohlsdorf

Nach dem Zweiten Weltkrieg gehörte Hilge Nordmeier ab Oktober 1946 der ersten demokratischen Bürgerschaft nach über 14 Jahren an. Diesen Sitz behielt sie nur diese eine Wahlperiode bis 1949. Danach saß sie für ihre Partei in der Bezirksversammlung Altona. Sie wohnte seit 1922 in der Steenkampsiedlung im Rüsternkamp 12.
Seit 1920 war sie mit dem kaufmännischen Angestellten Carl Otto August Nordmeier (1890–1954) verheiratet.
Ihr Grabstein befindet sich im Garten der Frauen auf dem Ohlsdorfer Friedhof in Hamburg.